# دان سيفيرن
دانيال ديواين سيفيرن (بالإنجليزية: Daniel DeWayne Severn؛ مواليد 8 يونيو 1958)، الملقب بـ«الوحش»، هو مصارع محترف أمريكي، ومقاتل فنون قتالية مختلطة معتزل، ومصارع هواة. وعضو في قاعة مشاهير يو إف سي، يعتبر Severn أحد رواد فنون القتال المختلطة وأول مصارع حقيقي على مستوى عالمي يتنافس في بطولة يو إف سي. اشتهر بنجاحه في السنوات الأولى من يو إف سي حيث أصبح أول بطل التاج الثلاثي ليو إف سي في التاريخ من خلال الفوز ببطولة يو إف سي 5 ويو إف سي 1995 وبطولة قتال السوبر ليو إف سي. تنافس سيفيرن أيضًا في ملك القفص واتحاد القتال الشجاع وبطولات قفص الغضب ووورلد إكستريم كايج فايتينج وحلقات شبكة القتال وبطولة القتال القصوى [الإنجليزية]، ويحمل سجل فنون القتال المختلطة احترافيًا من 101–19–7.

## سجل فنون القتال المختلطة
| السجل المهني |         |          |
| 127 نزال     | 101 فوز | 19 خسارة |
| ضربة قاضية   | 23      | 5        |
| إخضاع        | 54      | 7        |
| قرار القضاة  | 24      | 7        |
| تعادل        | 7       | 7        |

## وصلات خارجية
- دان سيفيرن على موقع يو إف سي (الإنجليزية)
- دان سيفيرن على موقع شيردوغ (الإنجليزية)
- دان سيفيرن على موقع Tapology.com (الإنجليزية)
- دان سيفيرن على موقع قاعدة بيانات المصارعة الدولية (الإنجليزية)
- دان سيفيرن على موقع WrestlingData.com (الإنجليزية)
- دان سيفيرن على موقع CageMatch worker (الإنجليزية)
- دان سيفيرن على موقع قاعدة بيانات المصارعة على الإنترنت (الإنجليزية)
- دان سيفيرن على موقع عالم المصارعة على الإنترنت (الإنجليزية)
- دان سيفيرن على موقع IMDb (الإنجليزية)
- دان سيفيرن على موقع قاعدة بيانات الفيلم (الإنجليزية)